# 1528
- Wikisource

| Calendário gregoriano                                                        | 1528 MDXXVIII                                        |
| Ab urbe condita                                                              | 2281                                                 |
| Calendário arménio                                                           | 977 – 978                                            |
| Calendário bahá'í                                                            | -316 – -315                                          |
| Calendário budista                                                           | 2072                                                 |
| Calendário chinês                                                            | 4224 – 4225 Início a 21 de janeiro (aproximadamente) |
| Calendário copta                                                             | 1244 – 1245                                          |
| Calendário etíope                                                            | 1520 – 1521                                          |
| Calendários hindus - Vikram Samvat - Calendário nacional indiano - Cáli Iuga | 1583 – 1584 1449 – 1450 4628 – 4629                  |
| Calendário Holoceno                                                          | 11528                                                |
| Calendário islâmico                                                          | 934 – 935                                            |
| Calendário judaico                                                           | 5288 – 5289                                          |
| Calendário persa                                                             | 906 – 907                                            |
| Calendário rúnico                                                            | 1778                                                 |
| Calendário solar tailandês                                                   | 2071                                                 |

1528 (MDXXVIII, na numeração romana) foi um ano bissexto do século XVI do Calendário Juliano, da Era de Cristo, e as suas letras dominicais foram E e D (53 semanas), teve início a uma quarta-feira e terminou a uma quinta-feira.
| Ano completo                           |
| -------------------------------------- |
| Ano bissexto com início à quarta-feira |

## Eventos
- 12 de Março - Ocorre um grande terramoto no  Mosteiro de Santa Maria de Alcobaça, entre as 8 e as 9 horas, pelo espaço de um " padre nosso", nesta quinta-feira, dia de  são Gregório. Depois da missa da manhã ocorreu uma réplica do tremor de terra de que resultou a abertura de abóbada do claustro da cozinha, caindo muitos pedaços. [1].
- 25 de Junho - Nomeação de Manuel Pacheco no cargo de Juiz das Alfândegas e do Mar da ilha Terceira e da ilha de São Jorge, Açores.
- 3 de Setembro - É queimada e fundeada a nau Flor de Rosa ao largo da costa de Madagáscar.
- Setembro- Portugal conquista Mombaça aos Swahili (perdida para Oman em 1698).
- O tesouro da Sé do Funchal é enriquecido por vinte peças de ourivesaria sacra.

## Nascimentos

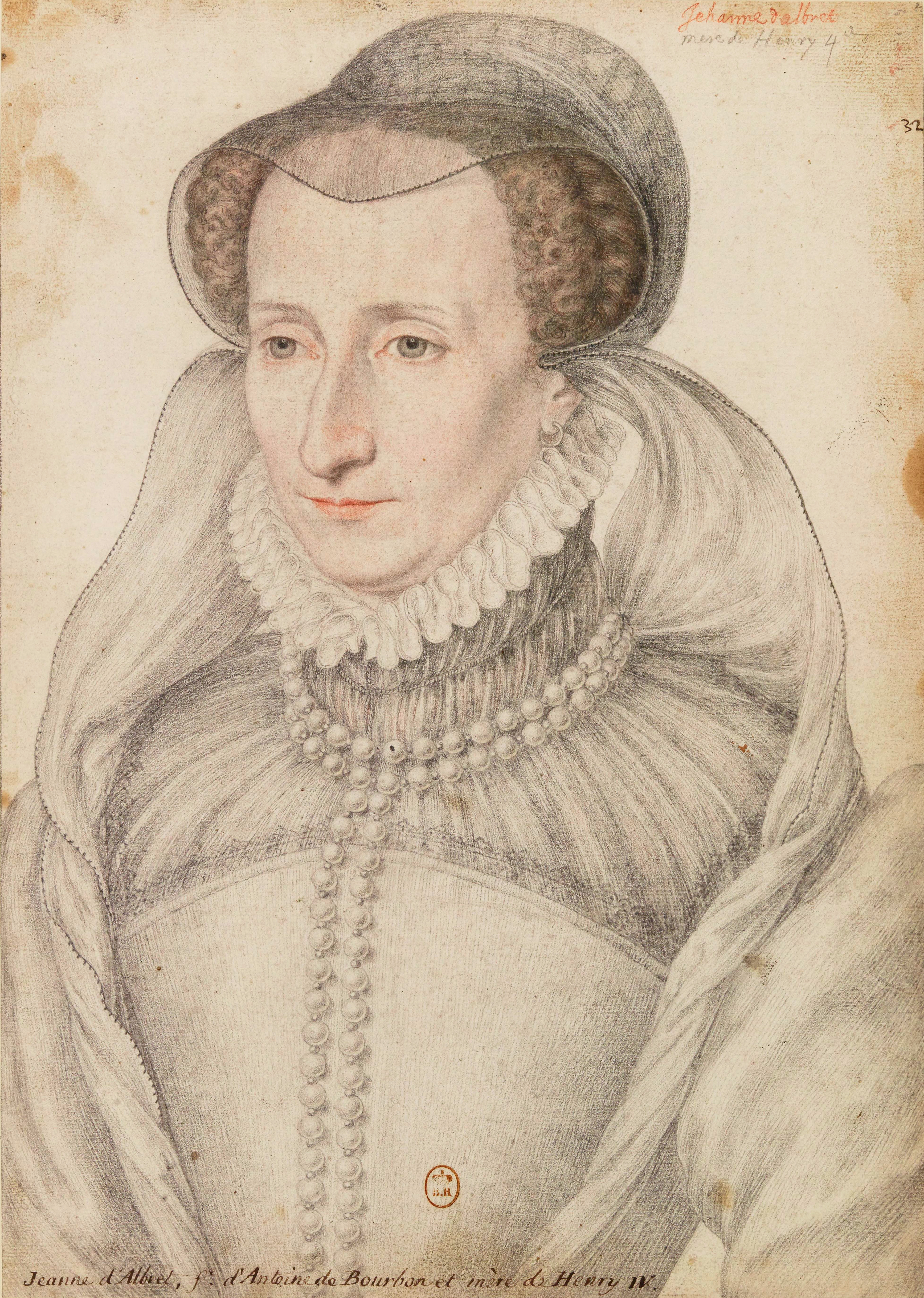
Joana III de Navarra (1528-1555)

Pieter Brueghel, O Velho (1528-1569)

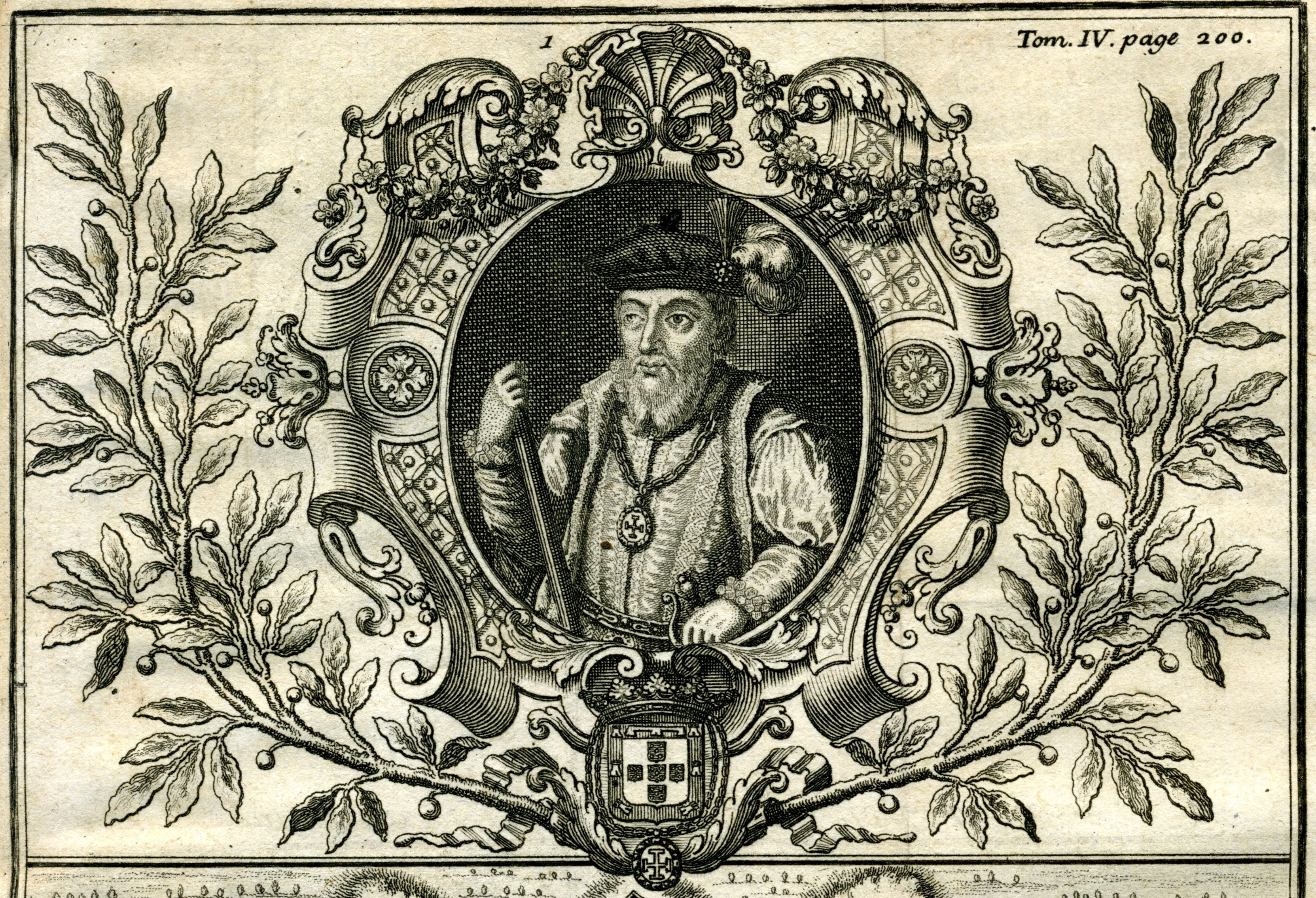
Constantino de Bragança (1528-1575)

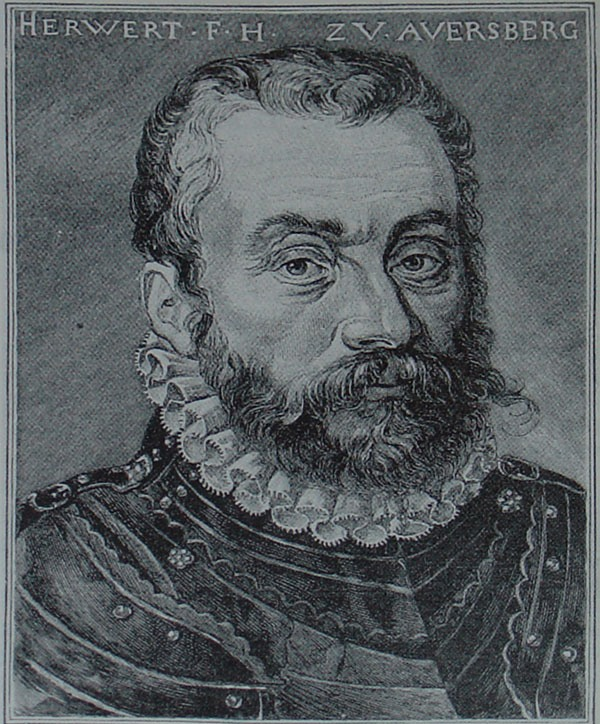
Herbard VIII von Auersperg (1528-1575)

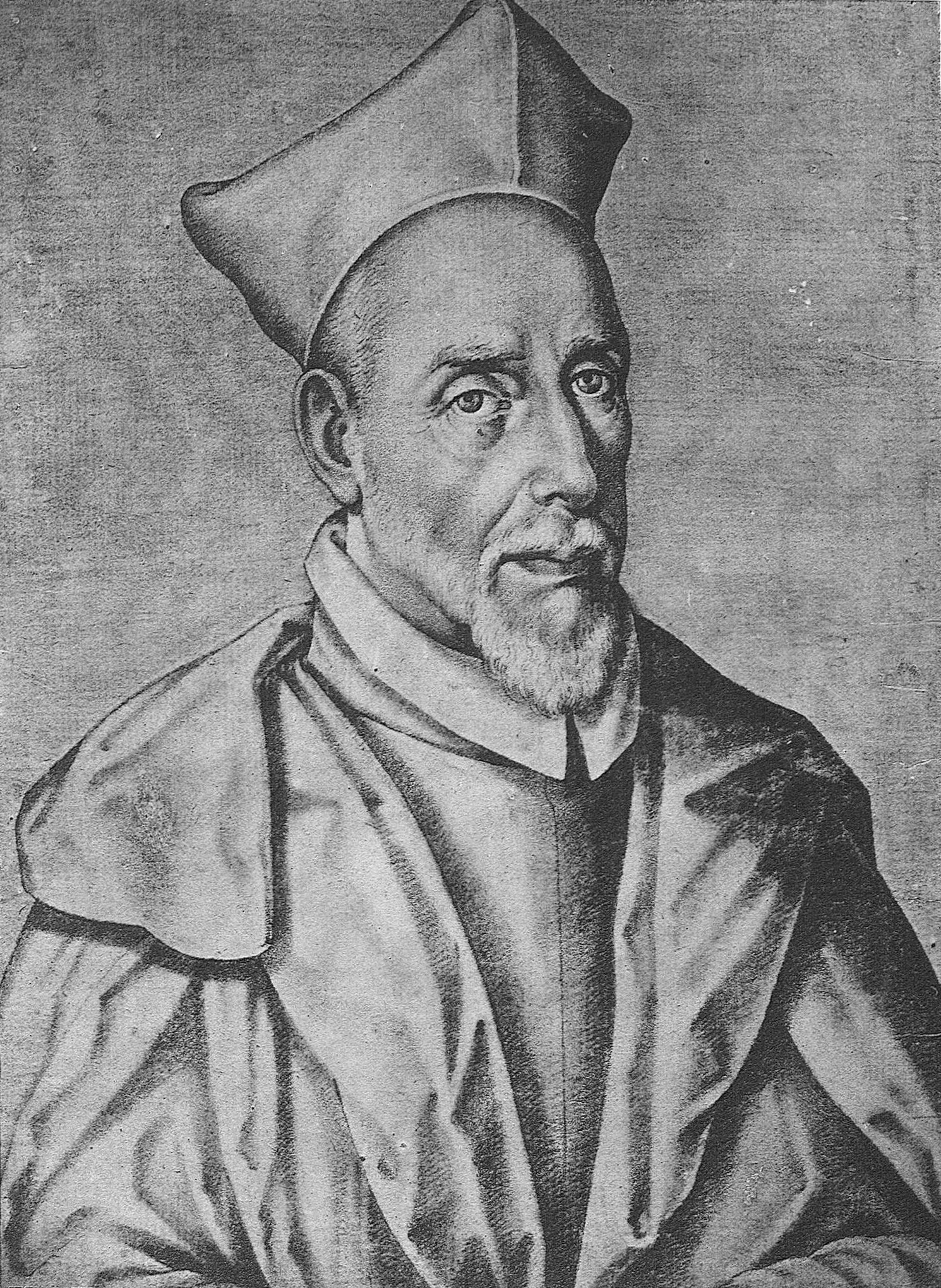
Francisco Guerrero (1528-1599)

- - Adam von Bodenstein (Alquimista), médico e alquimista suíço, tradutor das obras de Paracelsus (m. 1577).
  - Ambrose Dudley, 3rd Earl of Warwick (m. 1590).
  - Andrey Kurbsky, em russo Андрей Михайлович Курбский, comandante militar e publicista russo (m. 1583).
  - António Ferreira, humanista, poeta e dramaturgo português (m. 1569).
  - Catarina van Hemessen, pintora renascentista flamenga (m. após 1587).
  - Constantino de Bragança, comandante militar português e 20º vice-rei da Índia (m. 1575).
  - Costanzo Porta, compositor italiano (m. 1601).
  - Federico Barocci, também conhecido como Federico Fiori, Il Baroccio, pintor, gravador e impressor italiano (m. 1612).
  - Francesco della Sega, líder e mártir anabatista italiano (m. 1565).
  - George Talbot, 6º Conde de Shrewsbury (m. 1590).
  - Girolamo della Rovere, bispo e cardeal italiano (m. 1593).
  - Igram van Achelen, chefe de estado holandês (m. 1604).
  - Jean-Jacques Boissard, antiquariano francês e poeta latino (m. 1602).
  - Juan de Garay, explorador e colonizador espanhol, fundador de Buenos Aires (m. 1583).
  - Paolo Boi, enxadrista italiano que derrotou o Papa Paulo III numa partida de xadrez (m. 1598).
  - Papirio Picedi, bispo católico e diplomata italiano (m. 1614).
  - Paul de Foix, prelado e diplomata francês (m. 1584).
  - Pedro da Fonseca, filósofo e teólogo português (m. 1599).
  - Rémy Belleau, poeta francês (m. 1577).
  - Theodor de Bry, ourives, gravador e editor alemão (m. 1598).
  - 07 de Janeiro - Joana III de Navarra, Jeanne d'Albret,  mãe de Henrique IV da França  (m. 1572).
  - 23 de Fevereiro - Jorge, Duque de Mecklenburg, filho de Alberto VII, Duque de Mecklenburg (1486-1547) (m. 1552).
  - 29 de Fevereiro - Alberto V, Duque da Baviera, chamado de O Generoso (m. 1579).
  - 29 de Fevereiro - Domingo Báñez, teólogo dominicano espanhol (m. 1604).
  - 24 de Março - Christoph von Ehem, jurista e chanceler alemão (m. 1592).
  - 25 de Março - Jakob Andreae, teólogo luterano alemão (m. 1590).
  - 17 de Abril - Rudolf Clenck, teólogo católico alemão (m. 1578).
  - 22 de Abril - Ulrich III, Duque de Mecklenburg-Schwerin (m. 1603).
  - 02 de Maio - Samuel von Waldeck, filho de Filipe IV, Conde de Waldeck-Wildungen (1493-1574) (m. 1570).
  - 07 de Junho - Cyriacus Spangenberg, teólogo e historiador alemão, filho do reformador alemão Johannes Spangenberg (1484–1550). (m. 1604).
  - 13 de Junho - Sabina von Pfalz-Simmern, filha de Johann II. von Simmern (1492-1557) (m. 1578).
  - 15 de Junho - Herbard VIII. von Auersperg, militar austríaco e governador de Carniola (m. 1575).
  - 21 de Junho - Maria da Espanha, Rainha da Boêmia e da Hungria (m. 1603).
  - 29 de Junho - Julius von Braunschweig-Wolfenbüttel, Duque de Braunschweig-Lüneburg e Príncipe de Braunschweig-Wolfenbüttel (m. 1589).
  - 02 de Julho - Eberhard Bidembach, O Velho, teólogo luterano alemão (m. 1597).
  - 07 de Julho - Ana, Arquiduquesa da Áustria, filha de Ferdinando I, Rei da Boêmia e da Hungria (m. 1590).
  - 08 de Julho - Emanuele Filiberto, duque de Savóia, O Cabeça de Ferro (m. 1580).
  - 26 de Julho - Diogo de Payva d'Andrade, Doutor em Teologia e orador sacro português (m. 1575).
  - 30 de Julho - Catarina Álvares Paraguaçu, mulher de Diogo Álvares Caramuru (1487-1557) (m. 1583).
  - 10 de Agosto - Erich II, O Jovem, Duque de Brunswick-Lüneburg-Calenberg-Göttingen (m. 1584).
  - 17 de Agosto - Rudolf Hammacher, Burgomestre de Osnabrück (m. 1594).
  - 22 de Agosto - Friedrich II, Conde de Lowenstein (m. 1569).
  - 25 de Agosto - Luis de Requesens y Zuñiga, chefe de estado espanhol, governador da Holanda (m. 1576).
  - 25 de Agosto - Sjeerp Galama, chefe de estado da Frislândia (m. 1581).
  - 10 de Setembro - Georg, Conde de Isenburg-Büdingen (m. 1577).
  - 13 de Setembro - Michael Tistorf, teólogo dinamarquês e Professor em Copenhagen (m. 1601).
  - 22 de Setembro - Matthäus Judex, teólogo, jurista e reformador alemão (m. 1564).
  - 25 de Setembro - Otto II, Duque de Braunschweig-Lüneburg-Harburg (m. 1603).
  - 04 de Outubro - Francisco Guerrero, compositor espanhol (m. 1599).
  - 10 de Outubro - Adamus Lonicerus, Adam Lonitzer, médico e botânico alemão (m. 1586).
  - 28 de Outubro - Lodovico Capponi, O Jovem, Gino di Lodovico Capponi, vigário do Vale do Arno Superior e Comissário de Arezzo (m. 1588).
  - 02 de Novembro - Petrus Lotichius Secundus, Professor de Medicina em Heidelberg, poeta latino, erudito e humanista alemão (m. 1560).
  - 12 de Novembro - Qi Jiguang, militar chinês (m. 1588).
  - 14 de Novembro - Jaroslav von Pernstein, em tcheco, Jaroslav z Pernštejna, tesoureiro do governador da Boêmia e escudeiro de Ferdinando I, Rei da Boêmia e da Hungria (m. 1560).
  - 19 de Novembro - Paolo Veronese, pintor italiano (m. 1588).
  - 29 de Novembro - Anthony Browne, 1º Visconde Montagu, par da Inglaterra (m. 1592).
  - 01 de Dezembro - Maria Alber, esposa do reformador alemão Matthäus Alber (m. 1591).

## Mortes

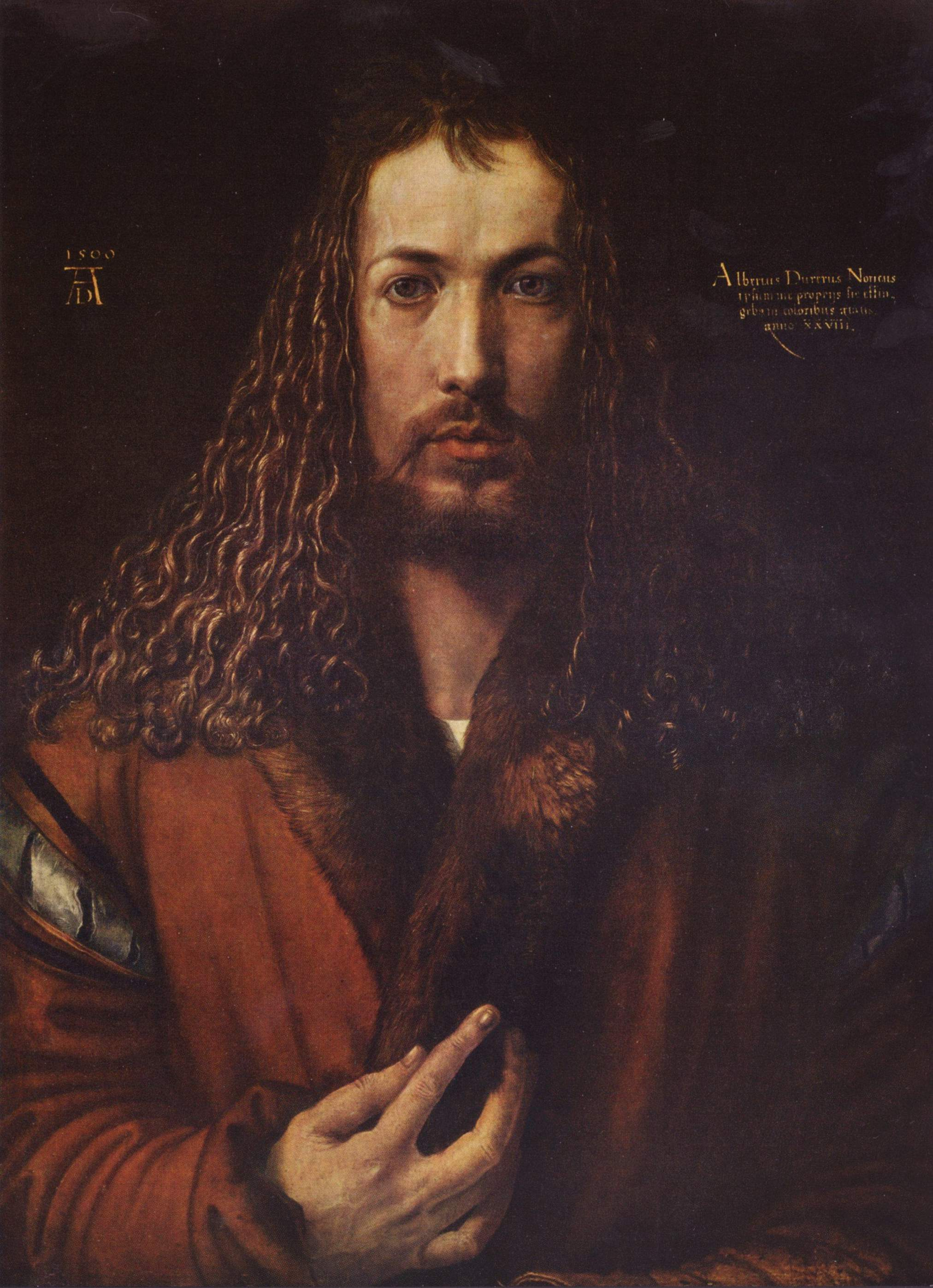
Albrecht Dürer (1471-1528)

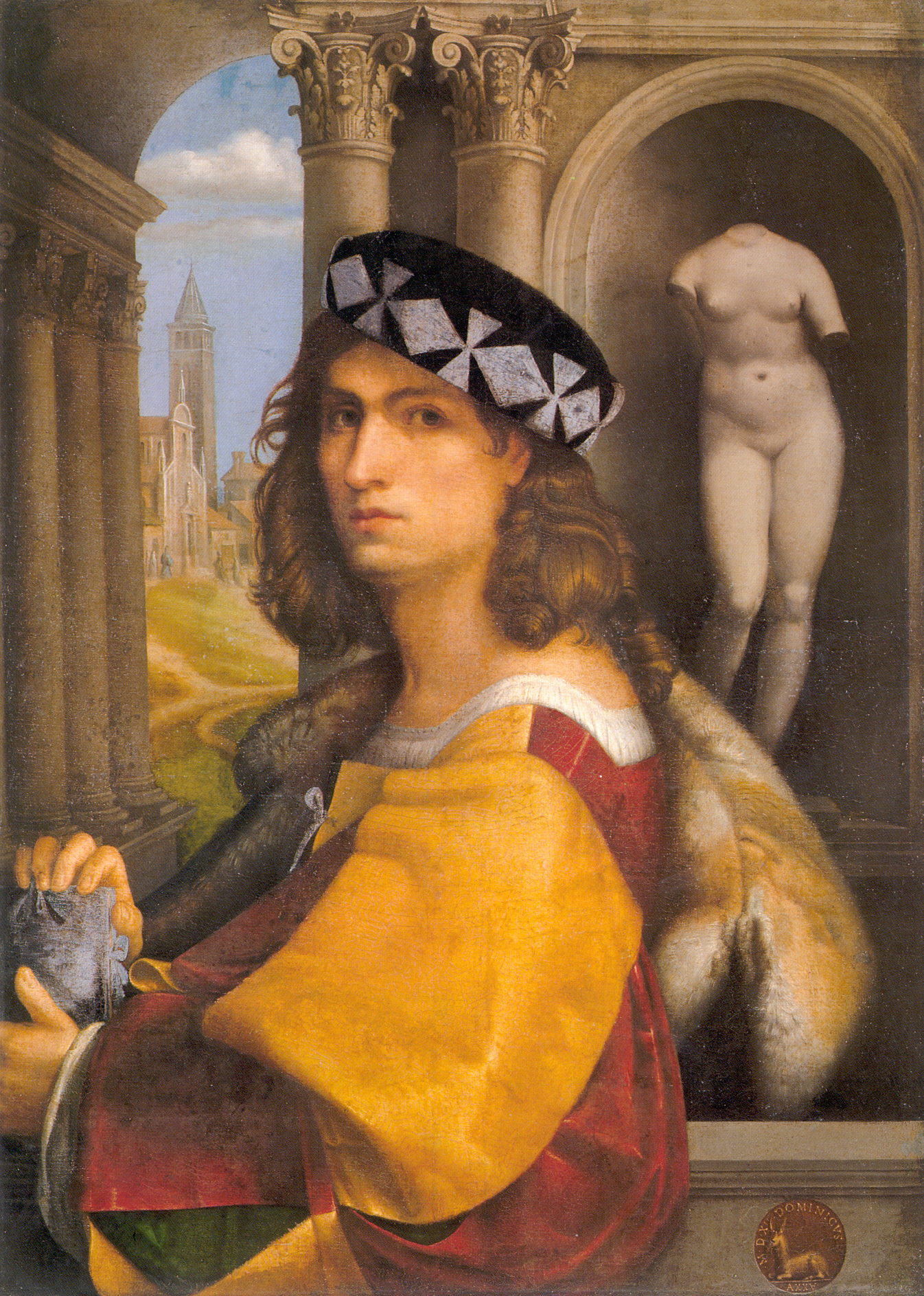
Domenico Capriolo (1494-1528)

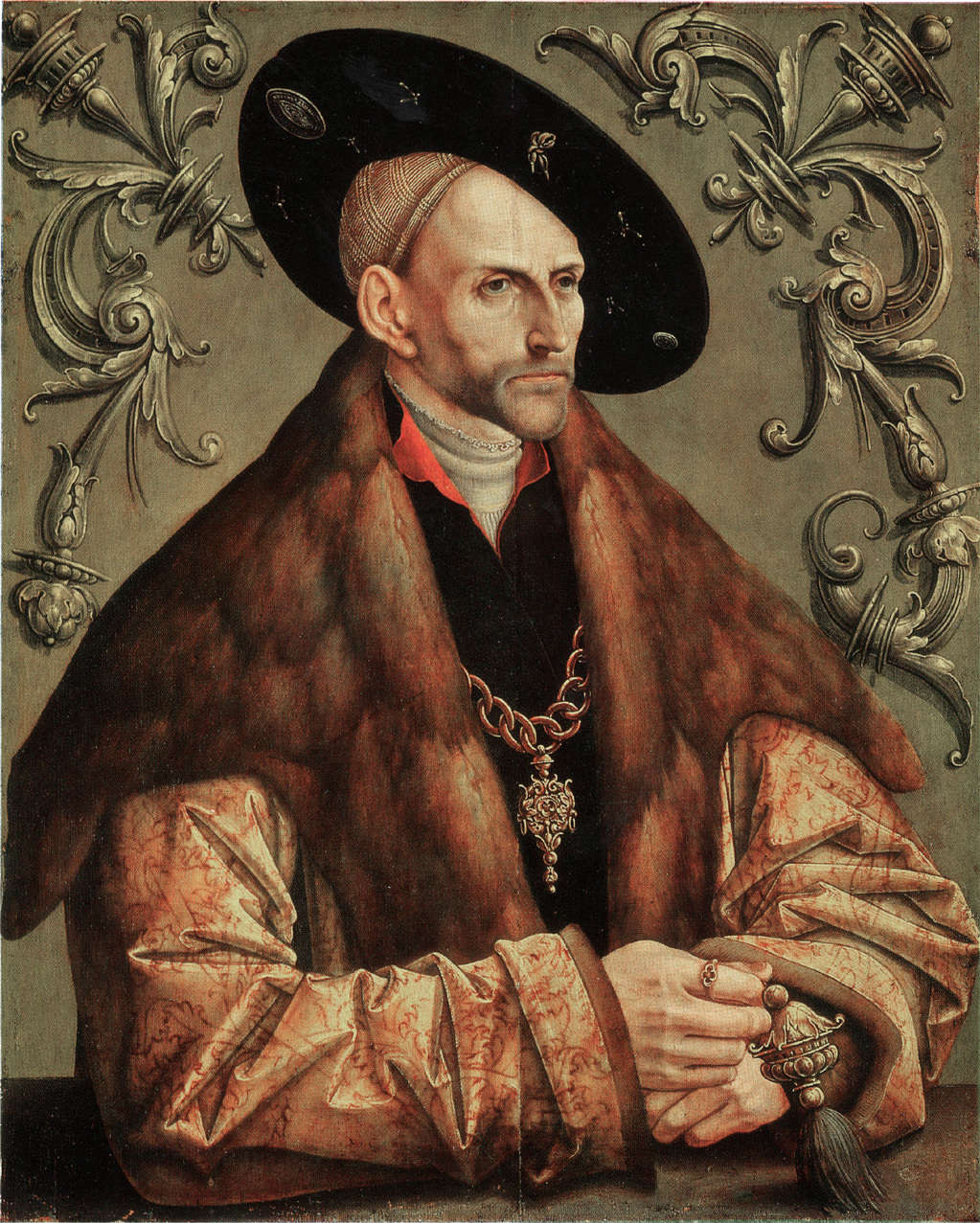
Edzard I, Conde da Frísia Oriental (1491-1528)

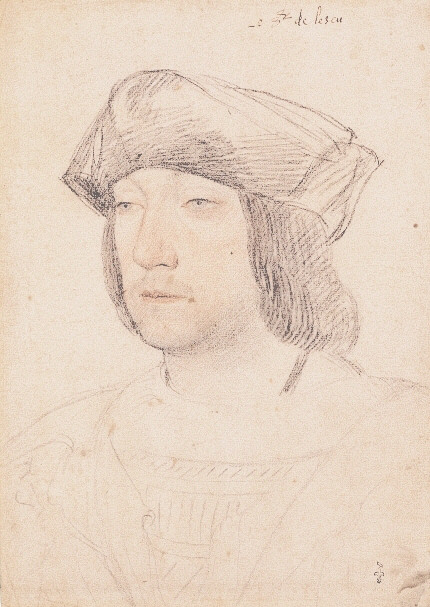
Odet de Foix
(1485-1528)

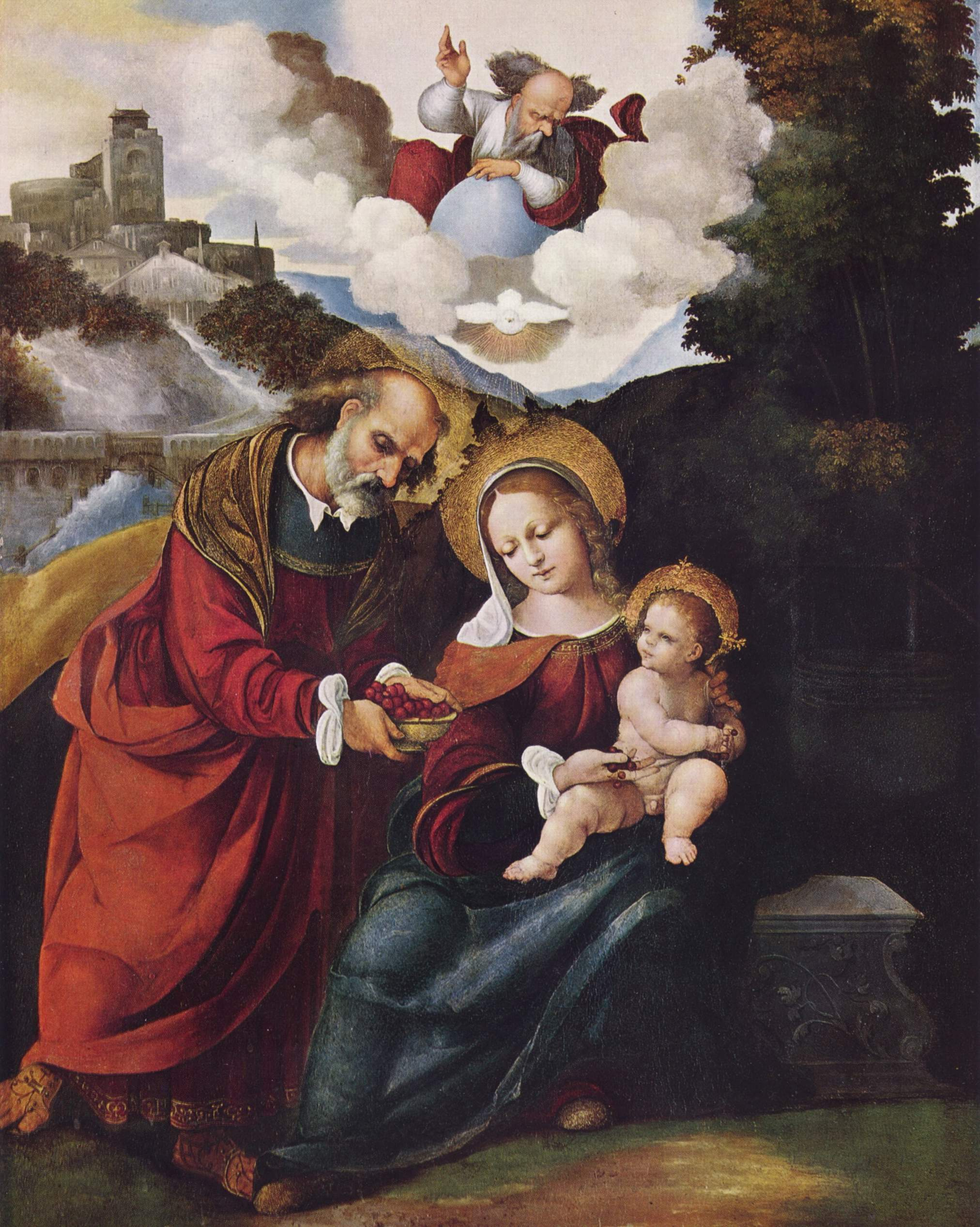
Ludovico Mazzolino (1480-1528)

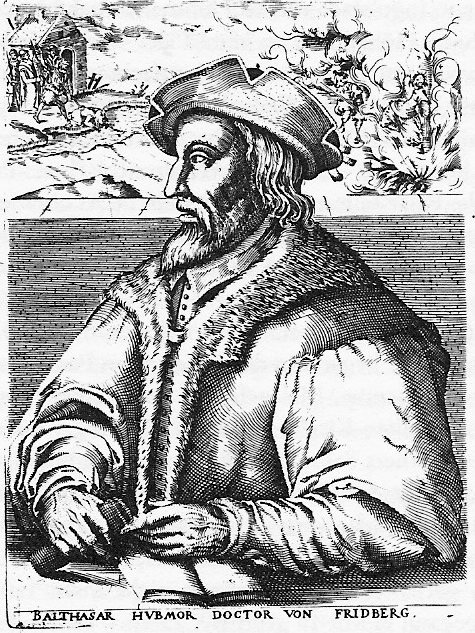
Balthasar Hubmaier (1480-1528)

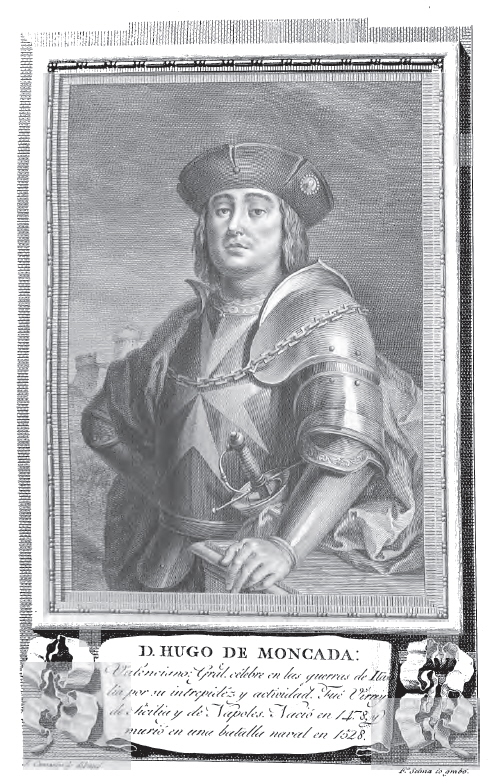
Hugo de Moncada
(1476-1528)

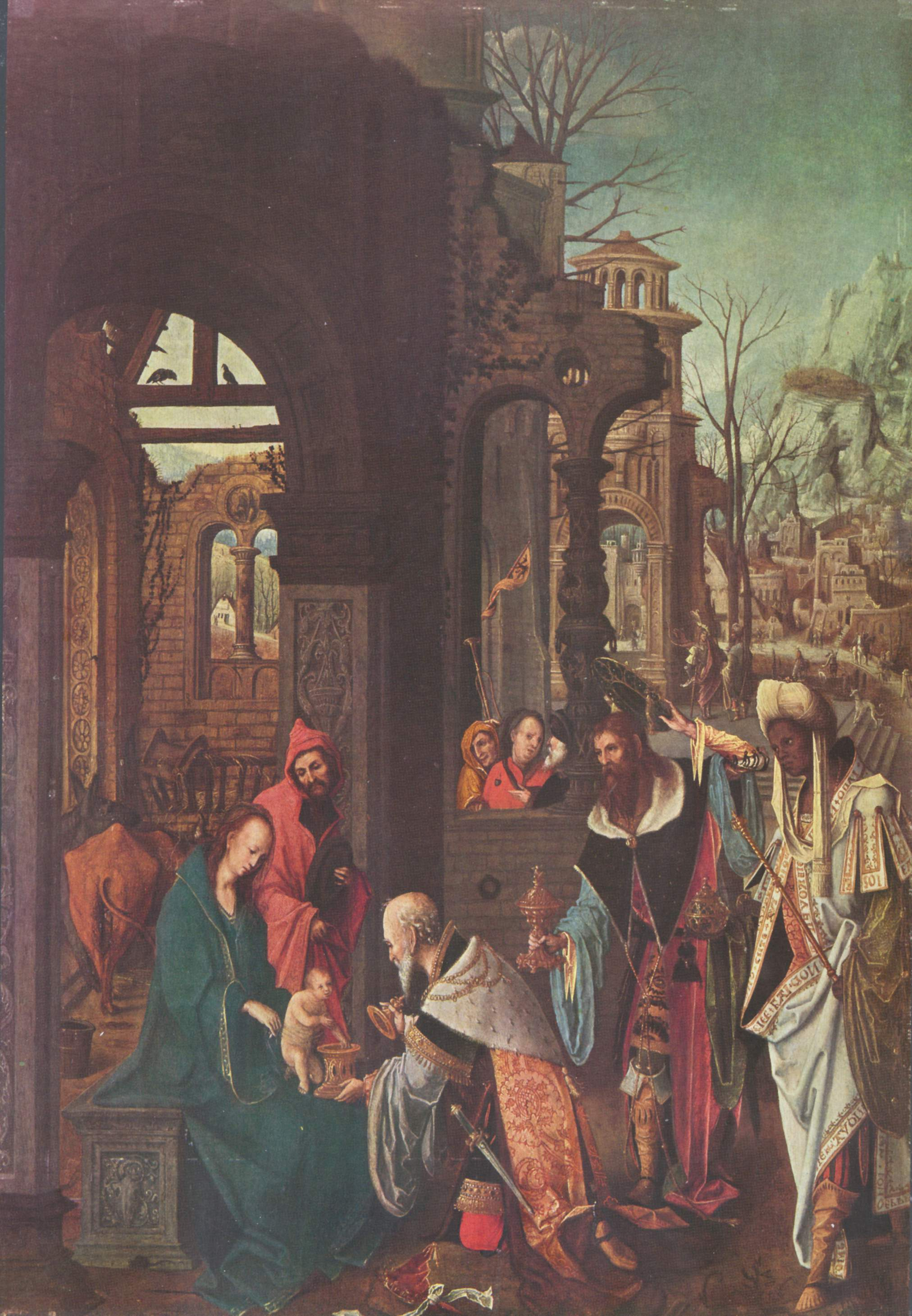
Jan de Beer (1475-1528)

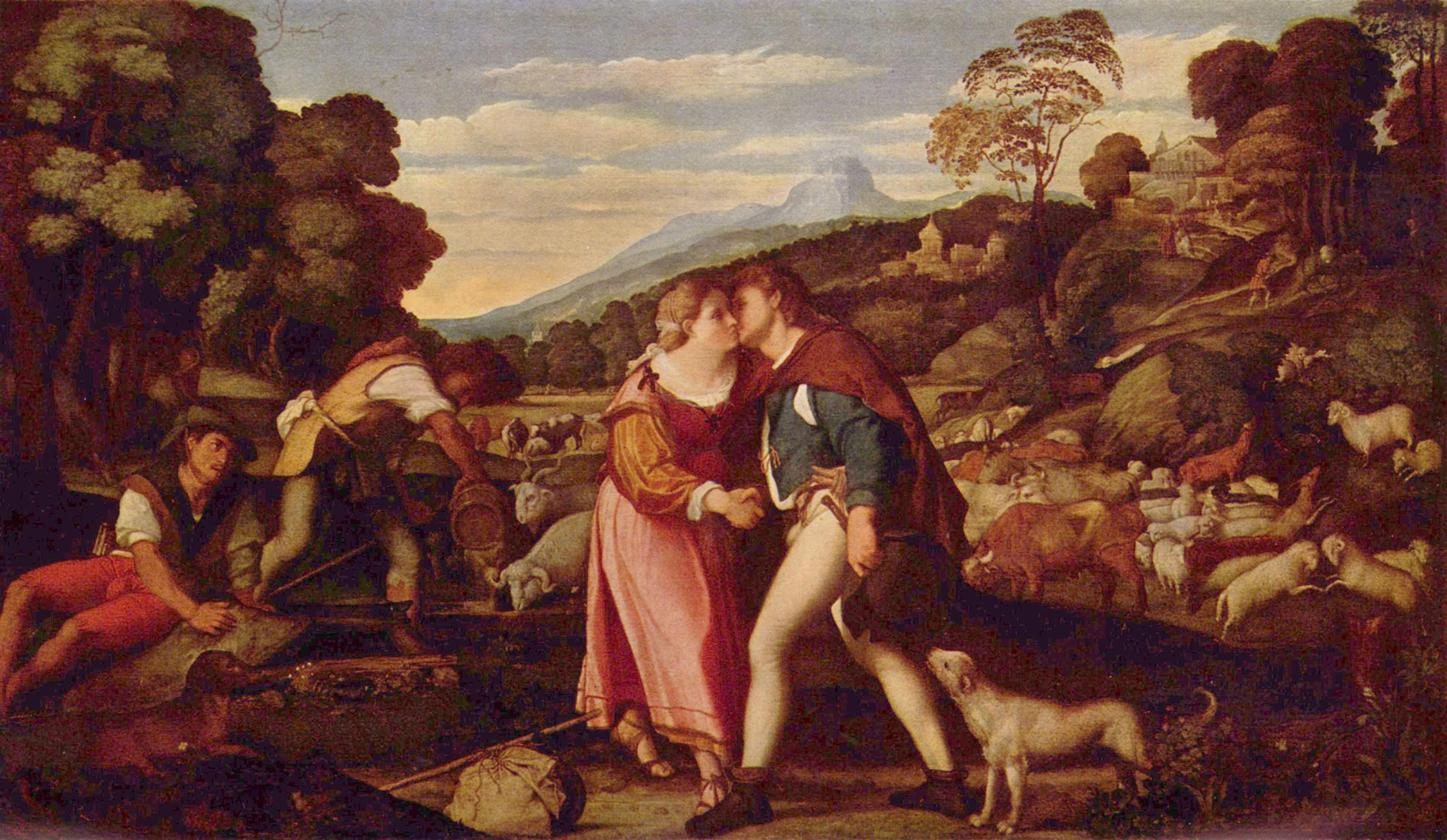
Jacopo Palma, O Velho (1480-1528)

- - Andrea Torresano, tipógrafo e livreiro italiano (n. 1451).
  - Bonino de Boninis, editor e publicista dálmata (n. 1454).
  - Giovanni da Verrazzano, navegador e explorador italiano, visitou as costas do Brasil em 1527 (n. 1485).
  - Gonzalo de Sandoval, conquistador espanhol da Nova Espanha em 1527 (n. 1497).
  - Jean d'Auton, religioso e poeta francês (n. 1466).
  - 08 de Janeiro - Francesco Armellini Pantalassi de' Medici, cardeal italiano desde 1 de Julho de 1517 até sua morte. (n. 1470).
  - 14 de Janeiro - Leonhard Schiemer, monge austríaco e mártir anabatista (n. 1500).
  - 23 de Janeiro - Erhard Ratdolt, editor e livreiro alemão (n. 1447).
  - 28 de Janeiro - Philip von Cleves, Senhor de Ravenstein (n. 1456).
  - 31 de Janeiro - Hans van Getelen, editor e livreiro alemão (n. 1480).
  - Fevereiro - Crisostomo Colonna, poeta, humanista e político italiano (n. 1460).
  - 04 de Fevereiro - Hans Schlaffer, mártir anabatista austríaco (n. ?).
  - 14 de Fevereiro - Edward Grey, 3º Barão Grey of Powys (n. 1472).
  - 14 de Fevereiro - Edzard I., O Grande, Conde da Frísia Oriental (1494-1528) (n. 1461).
  - 28 de Fevereiro - Patrick Hamilton, teólogo e martir protestante escocês (n. 1504).
  - 02 de Março - Antonio Alamanni, poeta italiano (n. 1464).
  - 10 de Março - Balthasar Hubmaier, teólogo, reformador e mártir alemão (n. 1480).
  - 13 de Março - Vespasiano Colonna, Príncipe de Paliano e 2º Duque de Traetto (n. 1480).
  - 16 de Março - Georg Sibutus, humanista, latinista, Professor de Retórica da Universidade de Colônia e Professor de Literatura Humanista da Universidade de Wittenberg (n. 1480).
  - 23 de Março - Christopher Numar de Forli, cardeal, humanista e helenista italiano (n. ?).
  - 30 de Março - Pierquin de Therache , compositor francês (n. 1470).
  - 01 de Abril - Francisco de Peñalosa, compositor espanhol (n. 1470).
  - 06 de Abril - Albrecht Dürer, O Jovem, pintor, gravador, publicista, matemático e erudito alemão (n. 1471).
  - 29 de Abril - Jan II, Conde de Egmond (n. 1499).
  - Maio - Vitello Vitelli, Conde de Montone e condottiero italiano (n. 1480).
  - 02 de Maio - Claudina de Savóia, esposa de Jakob III, Conde de Horn (+15.08.1531) (n. ?).
  - 03 de Maio - Clarice de' Medici, sobrinha do Papa Leão X (n. 1493).
  - 04 de Maio - Bernhard Strigel, pintor retratista e pintor de altares da Suábia (n. 1461).
  - 04 de Maio - Bernhard, Conde de Bentheim II, filho de Everwin II von Bentheim (1461-1530) (n. 1496).
  - 05 de Maio - Galeazzo Mondella, ourives e medalhista italiano (n. 1467).
  - 11 de Maio - Eitelhans Langenmantel, líder e mártir anabatista (n. 1480).
  - 11 de Maio - Hans Pfefferlin, líder e mártir anabatista (n. ?).
  - 22 de Maio - Orazio Baglioni, condottiero italiano (n. 1493).
  - 28 de Maio - Hugo de Moncada, militar espanhol e vice-rei da Sicília e de Napoli (n. 1476).
  - 10 de Junho - Paride Grassi, bispo de Pésaro e teólogo italiano (n. 1455).
  - 22 de Junho - William Carey, cortesão e favorito de Henrique VIII, cunhado de Ana Bolena (n. 1495).
  - 24 de Junho - Martín de Rivafrecha, compositor espanhol (n. 1479).
  - 27 de Junho - Ferry Carondelet, diplomata e conselheiro de Margarete da Áustria (n. 1473).
  - 29 de Junho - Scipione Colonna, bispo de Rieti, morto em batalha (n. ?).
  - 03 de Julho - Fioravante Ferramola, Floriano Ferramola, pintor renascentista italiano (n. ?).
  - 05 de Julho - Juan de Aragón, 2º Conde de Ribagorza (n. 1457).
  - 07 de Julho - Edward Lewknor, xerife de Surrey (n. 1492).
  - 24 de Julho - Belisario Acquaviva, escritor italiano, irmão de Andrea Matteo Acquaviva, 8º Duque de Atri (1456–1528) (n. 1464).
  - 30 de Julho - Jacopo Palma, O Velho, chamado Jacopo d'Antonio Negreti, pintor italiano (n. 1480).
  - Agosto - Ambrogio Talento, bispo de Asti, Itália, desde 23 março de 1528 até sua morte. (n. ália).
  - Agosto - Pietro Torrigiano, Pietro Torrisano, escultor renascentista italiano (n. 1472).
  - 13 de Agosto - Michelangelo Brandini, ourives italiano (n. 1459).
  - 15 de Agosto - Odet de Foix, Visconde de Lautrec, comandante militar francês (n. 1485).
  - 20 de Agosto - Georg von Frundsberg, industrialista e militar alemão (n. 1473).
  - 23 de Agosto - Luis de Lorena, bispo de Verdun e militar francês (n. 1500).
  - 24 de Agosto - Margarida de Oettingen, filha de Guilherme de Oettingen (1405-1467) (n. 1458).
  - 28 de Agosto - Pedro Navarro, Conde de Oliveto, navegador, militar e engenheiro espanhol (n. 1460).
  - 29 de Agosto - Johannes Buchstab, teólogo católico suíço (n. 1499).
  - 31 de Agosto - Matthias Grünewald, nome completo Mathis Gothard Nidhart, pintor e arquiteto alemão (n. 1470).

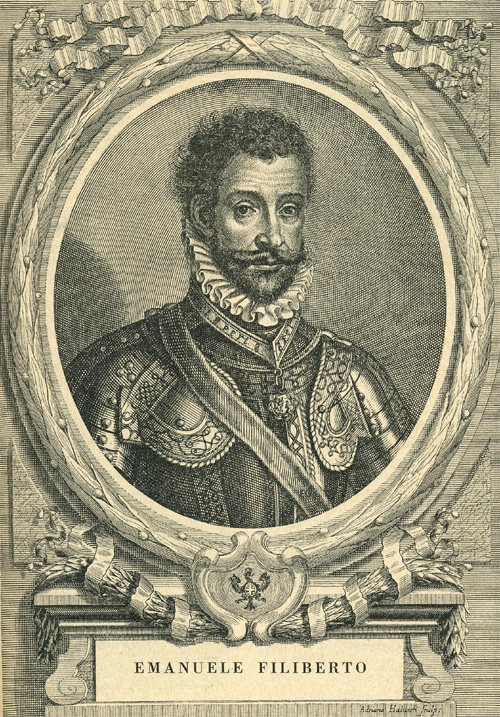
Emanuele Filiberto I (1528-1580)

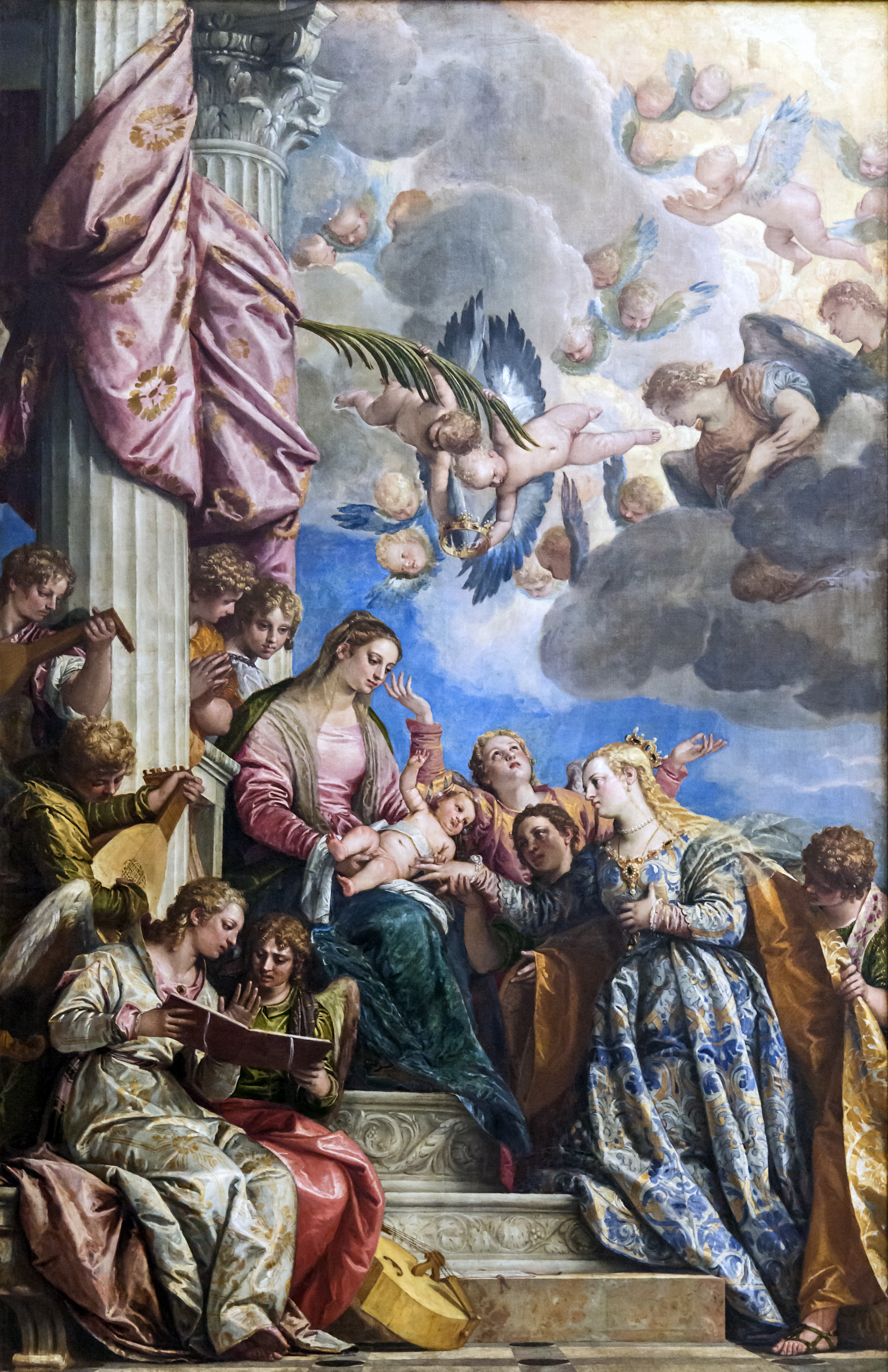
Paolo Veronese
(1528-1588)

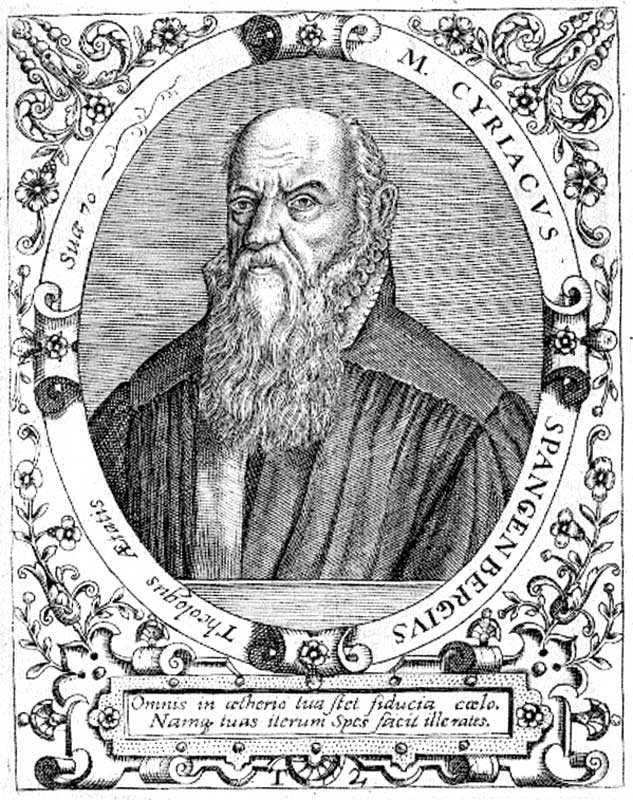
Cyriacus Spangenberg (1528-1604)

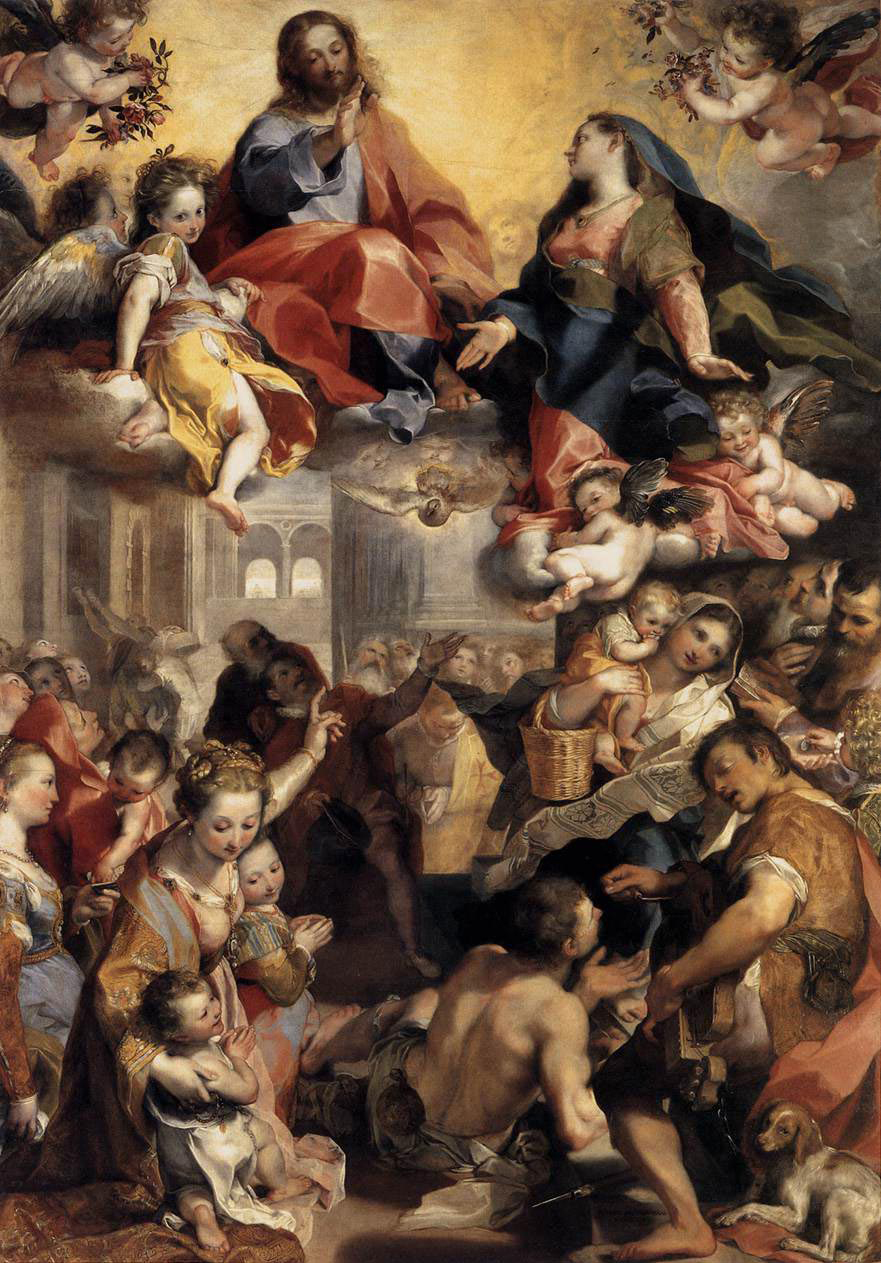
Federico Barocci
(1528-1612)

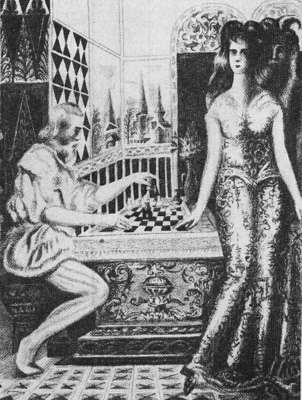
Paolo Boi (1528-1598)

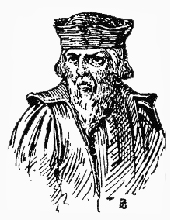
António Ferreira
(1528-1569)

- - Setembro - Carlos de Navarra (1510-1528), filho de Juan III de Albret (1469-1516), morreu durante o cerco de Nápoles (n. 1510).
  - 08 de Setembro - Robert Hacomplaynt, compositor inglês (n. 1456).
  - 12 de Setembro - Antoniotto II Adorno, Doge de Gênova de 1522 a 1527 (n. 1479).
  - 12 de Setembro - Philipp Engelbrecht, Philippus Engentinus, humanista alemão (n. 1499).
  - 17 de Setembro - Íñigo Fernández de Velasco y Mendoza, IV Conde de Haro (n. 1462).
  - 21 de Setembro - Louis van Pullaer, compositor e mestre de coral francês (n. 1475).
  - 27 de Setembro - Ludovico Mazzolino, pintor italiano (n. 1480).
  - 05 de Outubro - Richard Foxe, bispo de Exeter, Bath e Wells, Durham, e Winchester, e fundador do Corpus Christi College, em Oxford (n. 1448).
  - 08 de Outubro - Domenico Capriolo, pintor italiano (n. 1494).
  - 18 de Outubro - Pierre de Laval, Senhor de Loue, França (n. 1448).
  - 21 de Outubro - Johann von Schwarzenberg, jurista, moralista e reformador alemão (n. 1463).
  - 06 de Novembro - Pánfilo de Narváez, explorador e conquistador e 1º governador de Cuba, morreu afogado (n. 1470).
  - 07 de Novembro - Andrea Previtali, pintor italiano (n. 1470).
  - 07 de Novembro - Ernst, Conde de Regenstein-Blankenburg,  (n. 1580).
  - 10 de Novembro - Jan de Beer, pintor flamengo (n. 1475).
  - 17 de Novembro - Jacobus Wimphelingus, teólogo e humanista alemão (n. 1450).
  - 18 de Novembro - Michele Antonio, Marquês de Saluzzo (n. 1495).
  - 02 de Dezembro - Madalena de Médici, nobre italiana (n. 1473).
  - 03 de Dezembro - Bucho van Aytta, filólogo, pastor, embaixador holandês na Inglaterra e na França. (n. 1465).
  - 04 de Dezembro - Jacobus Locher, Jacobus Philomusos, dramaturgo, filólogo  tradutor alemão (n. 1471).
  - 07 de Dezembro - Margarethe, Duquesa da Saxônia, filha de Ernsto, Duque da Saxônia (1441−1486) (n. 1469).
  - 11 de Dezembro - Lucas de Praga, bispo da Morávia (n. 1460).
  - 13 de Dezembro - Casimiro II, Duque de Teschen (n. 1448).